# Friedrich W. Hehl
Friedrich Wilhelm Hehl (* 26. August 1937 in Ludwigsburg) ist ein deutscher theoretischer Physiker, der sich vor allem mit Gravitationsphysik beschäftigt.

## Leben
Hehl studierte Physik an der Technischen Hochschule Stuttgart und wurde Mitglied der Corps Stauffia Stuttgart und Germania Hohenheim. 1966 wurde er an der TU Clausthal promoviert (Der Spindrehimpuls in der Allgemeinen Relativitätstheorie) und 1970 habilitiert (Spin und Torsion in der Allgemeinen Relativitätstheorie oder die Riemann-Cartansche Geometrie der Welt). 1971 wurde er Dozent an der TU Clausthal und erhielt 1975 eine volle Professur an der Universität Köln. Er ist dort emeritiert und Adjunct Professor an der University of Missouri-Columbia. 1973/74 war er an der Princeton University.
Er befasst sich insbesondere mit erweiterten (über die Riemannsche Geometrie hinausgehenden) Formulierungen der Gravitation, wie der Formulierung als Eichfeldtheorie (Poincaré Gauge Theory) und (damit verbunden) Élie Cartans Verallgemeinerung der Riemanngeometrie mit Torsion (Einstein-Cartan-Theorie). Mit Bahram Mashhoon entwickelte er dabei – ausgehend von einer Eichtheorie-Formulierung der Gravitation – eine nichtlokale Verallgemeinerung der Einsteinschen Allgemeinen Relativitätstheorie, die in linearer Näherung äquivalent zur Einsteinschen Theorie mit Dunkler Materie ist. Daneben befasst er sich auch mit numerischer Relativität und Computer-Algebra. Mit Obukhov schrieb er eine Monographie über die (axiomatische) Formulierung der Elektrodynamik im Differentialformenkalkül. 2019 wurde ihm für sein Lebenswerk in der Gravitationsphysik der Karl-Schwarzschild-Preis des Frankfurt Institute for Advanced Studies verliehen.

## Schriften
- mit Yuri Obukhov Foundations of classical electrodynamics: charge, flux and metric. Birkhäuser, 2003
- mit V. Winkelmann, H. Meyer REDUCE – Kompaktkurs über die Anwendung von Computeralgebra. 2. Auflage. Springer Verlag, 1993
- mit Paul van der Heyde: Spin and the structure of spacetime. In: Annales Inst. Henri Poincaré, Band 19, 1973, S. 179
- mit Obukhov: Elie Cartan’s torsion in geometry and field theory. 2007, arxiv:0711.1535
- Four lectures on Poincaré gauge field theory. Erice Lectures 1979. In: Peter G. Bergmann, de Sabbata: Cosmology and Gravitation. Plenum Press, 1980
- Zur Eichfeldtheorie der Gravitation. In: J. Nitsch: Grundlagenprobleme der modernen Physik. Festschrift P. Mittelstaedt. BI, 1981, S. 103–1319
- mit Paul von der Heyde, G. David Kerlick, James M. Nester: General relativity with spin and torsion: Foundations and prospects. In: Reviews of Modern Physics, Band 48, 1976, S. 393–416
- mit Eckehard W. Mielke, Yuval Neeman, J. D. McCrea: Metric-affine gauge theory of gravity. In: Physics Reports, Band 258, 1995, S. 1–171, arxiv:gr-qc/9402012
- mit F. Gronwald: On the gauge aspects of gravity. Erice Lectures 1995, arxiv:gr-qc/9602013